# Violet Meme-紫の情報伝達値-
『Violet Meme-紫の情報伝達値-』（ヴァイオレットミーム むらさきのじょうほうでんたつち）は、2004年3月30日にリリースされた浅倉大介のアルバム。発売元はDarwin Record。

## 概要
2004年から2005年にかけて、1年間で虹の七色をモチーフとした7枚のアルバムを制作するというコンセプトのもとリリースされたアルバム「Quantum Mechanics Rainbow」シリーズの第1弾。本作は「紫」をモチーフとして制作。オリコン週間インディーズチャートでは6位にランクインし、累計売上は0.2万枚を記録した。

## 収録曲
1. appearance
  - 作曲・編曲：浅倉大介
2. Quantum Mechanics Rainbow I
  - 作曲・編曲：浅倉大介
3. Purple Dawn
  - 作詞：麻倉真琴　作曲・編曲：浅倉大介
4. Meme crack-ハルカ カナタのMajorへ
  - 作詞：麻倉真琴　作曲・編曲：浅倉大介
5. étude on C-String
  - 作曲・編曲：浅倉大介
6. Mona Lisa overdrive
  - 作曲・編曲：浅倉大介
7. an experiment with you? 2.27.00:28 AM
  - 作詞・作曲：浅倉大介
8. mercy-snow -Violet Rays ver.-
  - 作詞：麻倉真琴　作曲・編曲：浅倉大介
9. disappearance
  - 作曲・編曲：浅倉大介

## エンジニア
- Recorded&Mixed by Daisuke Asakura
- Assisted by Takashi Ikito,Takeshi Edamitsu
- Mastered by Yasuji Maeda